# 佐藤航陽
佐藤航陽(さとう かつあき、1986年 - )は、日本の実業家。メタップス創業者。曽祖父は第24代連合艦隊司令長官や第38代海軍大臣、第16代軍令部総長を歴任した永野修身（第二次世界大戦後、A級戦犯として指名されるも裁判中に病死）。

## 来歴
福島県福島市生まれ。15歳から、自己流の商売を始め、生活費などを稼ぐようになる。福島県立福島高等学校卒業、早稲田大学法学部中退。2007年、イーファクター株式会社（現メタップス）を設立。2015年
東証マザーズに上場
、創業者として145億円相当の資産を得たとされる。
2017年には宇宙開発を目的とした株式会社スペースデータを創業。2018年には食糧問題解決を目指して株式会社レットを創業し、各社の代表取締役に就任。

## 人物
趣味・特技は散歩と芸術（描く、造る、デザインする）である。座右の銘は「どこかにたどり着きたいと欲するならば、今いるところには留まらないことを決心しなければならない」。

## 著書
- スマホで世界をねらうために知っておきたい3つのこと（日本経済新聞出版社、2012年) ISBN 978-4532318048
- 先回りする思考法（ディスカヴァー・トゥエンティワン 、2015年) ISBN 9784799317549
- お金2.0 ―新しい経済のルールと生き方―（幻冬舎、2017年）ISBN 9784344032156
- 世界2.0メタバースの歩き方と創り方　（幻冬舎、2022年）ISBN 9784344039544
- ゆるストイック−ノイズに邪魔されず１日を積み上げる思考−　（ダイヤモンド社、2025年）ISBN 9784478120729